# サウロロフス族
サウロロフス族（学名 Saurolophini）は、アメリカ大陸とアジアに生息していたハドロサウルス科サウロロフス亜科の族。これには、サウロロフス（カナダ・モンゴル産）、アウグスティノロフス（アメリカ産）、プロサウロロフス（カナダアルバータ州、アメリカモンタナ州産）が含まれる。ケルベロサウルスやクンドゥロサウルスも含まれる可能性がある。アルゼンチンのハドロサウルス科のボナパルテサウルスもこの族の属であると確認されている。
サウロロフス族の化石はカナダ、アメリカ、アジアで発見されており、北アメリカ産の化石はアジアのものより古いことから、サウロロフス族が大陸内に移動したことが示唆されている。